# Ерпорт сити Београд
Ерпорт сити Београд (Airport City Belgrade) је пословни парк и пословни комплекс у Београду. Смештен је на Новом Београду и чине га вишенаменски комерцијални објекти.

## Локација
Ерпорт сити је лоциран у новобеоградском Блоку 65, у области некада познатој као Дојно Поље. Према истоку и североистоку граничи се са насељима Бежанијом и Бежанијском косом. Улица Тошин бунар чини источну границу комплекса, Омладинских бригада североисточну, а Ђорђа Станојевића јужну. Северно од комплекса налазе се други објекти Блока 65, укључујући стамбени комплекс Вест 65 и седиште телевизије Н1. Југозападно од Ерпорт ситија налази се огроман бивши индустријски комплекс, који укључује фабрике међу којима је Индустрија машина и трактора. Југоисточно од комплекса налазе се насеље Белвил и тржни центар Делта сити.

## Аеродром Дојно поље
Западно од Бежаније и 2 километра од Земуна, између насеља и реке Саве, налази се локација старог београдског аеродрома, који је отворен у марту 1927. године. Локалитет са називао Дојно поље. Пошто се налазио поред улице Тошин бунар, која је у то време била део насеља Бежанија, аеродром је често ословљаван као Бежанијски аеродром или Аеродром код Тошиног бунара. Његова изградња започела је 1923. године. Иницијатива је тражила стварање авио-компаније 1926. године, што је одобрила влада Краљевине СХС 23. марта исте године. Иницијална јавна понуда је почела, али продаја акција је била слаба и продато је само 10% планираних акција. Према постојећем закону, авио-компанија је требало да буде затворена, пре него што је уопште формирана. Како би повећао продају акција, пилот Тадија Сондермајер одлучио је да спроведе лет Париз—Бомбај—Београд. Са својим колегом Леонидом Бајдаком почео је своје путовање 20. априла 1927. године у Паризу, а стигао је у Београд после 11 дана и 14.800 пређених километара. 30 хиљада људи их је дочекало као хероје. Продаја акције се повећала и за три месеца сакупљена су средства за оснивање компаније, која је основана 17. јуна 1927. године, названа је Аеропут и купљена су прва четири авиона.
Нова административна зграда је отворена 1931. године и одржан је велики ваздушни шоу двокрилних авиона. Аеродром су уништили Немци 1944. године, а званично је престао да ради 1962. године, кад је отворен нови аеродром у близини Сурчина (данашњи Аеродром Никола Тесла Београд). У априлу 2016. године почели су радови на приступном путу до Моста на Ади, који је отворен годину дана касније. Током радова на новом булевару, откривени су остаци старих аеродромских полетно-слетних стаза, хангара и складишта.

## Историја
Иза овог пројекта стоји мултинационална компанија АФИ (Africa-Israel) и грађевинска компанија Tidhar. 
Конструкција Ерпорт ситија почела је 4. маја 2005. године. У првој фази, прве четири од планираних четрнаест зграда је изграђено (две су завршене у априлу, а две у јуну 2006. године). У марту 2009. године нове три зграде су завршене, тоталне површине 72 хиљаде квадратних метара.
До децембра 2016. године, девет зграда је изграђено. Тада је најављено да ће капацитет комплекса бити повећан на 230 хиљада квадратних метара.

## Карактеристике
Пројекат је често називан „градом унутар града”, који се простире на површини од преко 14 хектара. Ово је први вишенаменски комплекс у Србији, са најсавременијом технологијом градње, заједно са прилазом фокусирања на закупце. Комплекс се састоји од шест шестоспратних, једном десетоспратном и две једанаестоспратне зграде. Последња фаза, која је почела 2017. године обухвата нове зграде од 11, 14 и 23 спрата.